# Tres Esquinas (Caquetá)
Tres Esquinas es el nombre del sitio donde está ubicada la Base Aérea de Tres Esquinas, también llamada Base Aérea CT. Ernesto Esguerra Cubides, de la Fuerza Aérea Colombiana, en el jurisdicción del Municipio Solano, en el departamento colombiano del Caquetá
En Tres Esquinas está basado el Grupo Aéreo del Sur, GASUR. Su tarea es principalmente de ayudar al ejército colombiano y policía en la lucha contra el tráfico de drogas y operaciones contra la guerrilla cerca de la frontera con Perú y Brasil. También contiene la base de la "Red de Radar de la cuenca del Caribe" (en inglés Caribbean Area Radar Program CBRN).